# Petra Gentz-Werner
Petra Gentz-Werner (* 1951 in Leipzig) in Publikationen meist Petra Werner, ist eine deutsche Biochemikerin, Wissenschaftshistorikerin und Autorin. Bis Ende 2015 war sie Mitarbeiterin der Berlin-Brandenburgischen Akademie der Wissenschaften.

## Leben
Gentz-Werner wuchs in Berlin auf, sie studierte in Leipzig Biologie, diplomierte als Pflanzenphysiologin und promovierte 1980 an der Universität Halle auf dem Gebiet der Metabolismusforschung (Biochemie). Danach wechselte sie zur Wissenschaftsgeschichte, 1990 habilitierte sie sich in diesem Fach. Ihre Arbeiten über Leben und Werk des Begründers der Biochemie Otto Heinrich Warburg wurden u. a. in „Nature “ gewürdigt. Ab 1999 wurde sie Mitarbeiterin der Alexander-von-Humboldt-Forschungsstelle der Berlin-Brandenburgischen Akademie der Wissenschaften. 1996 und 2003 führten sie Gastaufenthalte an die Yale University in den USA. Ihr Lebensgefährte Frederic L. Holmes begleitete sie viele Jahre, bis er 2003 verstarb. Seit 24. November 2019 ist sie per Zuwahl Mitglied in der Akademie gemeinnütziger Wissenschaften zu Erfurt.
Seit ihrer frühen Jugend schrieb Gentz-Werner: zunächst Gedichte, später Erzählungen, literarische Sachbücher und Romane. Inspirationen erhielt sie u. a. aus ihrer wissenschaftshistorischen Arbeit.

## Veröffentlichungen (Auswahl)
Neben vielen wissenschaftlichen Artikeln liegen von Gentz-Werner 27 Monographien vor.

### Monographien

#### Humboldtforschung
- Himmel und Erde. Alexander von Humboldt und sein Kosmos. Akademie Verlag, Berlin 2004, ISBN 3-05-004025-4.
- Naturwahrheit und ästhetische Umsetzung/Alexander von Humboldts Briefwechsel mit bildenden Künstlern. Akademie Verlag/de Gruyter, Berlin 2013, ISBN 978-3-05-006339-3.
- mit Ulrich Päßler: "Sie haben eine schöne Karriere vor sich." Der erhaltene Briefwechsel zwischen Alexander von Humboldt und Charles Darwin aus der Staatsbibliothek zu Berlin und der Cambridge University Library. Berlin 2009. Beiträge aus der Staatsbibliothek zu Berlin Preußischer Kulturbesitz, H. 32.

#### Biologiegeschichte
- Roter Schnee oder die Suche nach dem färbenden Prinzip. Akademie Verlag, Berlin 2007, ISBN 978-3-05-004432-3.
- Duftige Ferne. Auf den Spuren schöner Blumendüfte. Trafo-Verlag, Berlin 2018, ISBN 978-3-86465-093-2.
- Die Gründung der Königlichen Biologischen Anstalt auf Helgoland und ihre Geschichte bis 1945. (= Helgoländer Meeresuntersuchungen. Band 47  Supplement). Hamburg 1993.[5] Errata, 1998.
- Ein Genie irrt seltener/Otto Heinrich Warburg – ein Lebensbild in Dokumenten. Akademie-Verlag, Weinheim/Berlin 1991, ISBN 3-05-501282-8.

#### Geschichte der Medizin (incl. Zellphysiologie und Krebsforschung)
- Otto Warburg und das Problem der Sauerstoffaktivierung. Basilisken-Presse, Marburg 1996, ISBN 3-925347-40-2.
- (als Hrsg.): Vitamine als Mythos. Dokumente zur Geschichte der Vitaminforschung. Akademie Verlag, Berlin 1998, ISBN 3-05-003305-3.
- mit Angelika Irmscher: Fritz Haber / Briefe an Richard Willstätter 1910–1934. Verlag Dr. Michael Engel, Berlin 1995, ISBN 3-929134-09-8.
- Der Heiler. Tuberkuloseforscher Friedrich Franz Lothar Friedmann. Kohler & Amelang, Leipzig/Berlin 2002, ISBN 3-7338-0319-1.

#### Kunstgeschichte, z. T. mit Bezug zu A. v. Humboldt
- Der reisende Maler Albert Berg (1825-1884). Mit Humboldts Augen durch die Welt. Trafo-Verlag, Berlin 2022, ISBN 978-3-86464-189-3.
- Das Schweigen der Venus. Die Malerin Emma Gaggiotti-Richards zwischen Wilhelm I. und Alexander von Humboldt. Trafo-Verlag, Berlin 2018, ISBN 978-3-86465-106-9. (mit Quellennachweisen); E-Book: Grande Dame im Schatten. Egmont-Verlag, Kopenhagen 2017, ISBN 978-87-11-57791-2.
- Der Fall Feininger. Koehler & Amelang, Leipzig/Berlin 2006, ISBN 3-7338-0341-8.

### Sachbücher und Belletristik
- Die Schatzhöhle von Side. Trafo-Verlag, Berlin 2024, ISBN 978-3-86465-192-2.
- Reise zu den Schwarzen Korallen. Trafo-Verlag, Berlin 2024, ISBN 978-3-86465-195-3.